# Gastrotheca stictopleura
Espèce
Statut de conservation UICN

 EN B1ab(iii) : En danger
Gastrotheca stictopleura est une espèce d'amphibiens de la famille des Hemiphractidae.

## Répartition
Cette espèce est endémique du Pérou. Elle se rencontre dans les régions de Huánuco, de Pasco et de Junín de 2 500 à 3 090 m d'altitude sur le versant Est de la cordillère Orientale.

## Description
La femelle holotype mesure 68,3 mm.

## Publication originale
- Duellman, Lehr & Aguilar, 2001 : A new species of marsupial frog (Anura: Hylidae: Gastrotheca) from the Cordillera Azul in Peru. Scientific Papers Natural History Museum the University of Kansas, vol. 22, p. 1-10 (texte intégral).